# Kiritani Yuria
Kiritani Yuria (桐谷ユリア sinh ngày 24 tháng 5 năm 1988) là diễn viên phim người lớn, thành viên của PINKEY và BRW108, Nhật Bản .
Tháng 1 năm 2011, Cô ra mắt AV đầu tiên. Năm 2012, Cô cùng với Emiri Okazaki và Hitomi Kitagawa được chọn làm hình ảnh đại diện cho Hội chợ triển lãm dành cho người lớn Đài Trung. Năm 2013, cô tuyên bố giải nghệ.

## Phim tham gia
Năm 2011
- FIRST IMPRESSION 48（1 tháng 1、アイデアポケット）[4]
- 学校でしようよ!（1 tháng 2、アイデアポケット）[4]
- 桐谷ユリアの濃厚な接吻とSEX（1 tháng 3、アイデアポケット）[4]
- 見つめ合って感じ合う情熱SEX (1 tháng 4、アイデアポケット）[4]
- 僕とユリアの甘～い性活（1 tháng 5、アイデアポケット）[4]
- 隣の女子大生はSEXが大好き（1 tháng 6、アイデアポケット）[4]
- 瞬殺!一撃バズーカ顔射（22 tháng 7、アイデアポケット）[4]
- DIGITAL CHANNEL DC83 （1 tháng 8、アイデアポケット）[4]
- 霧の谷のユリア（1 tháng 9、アイデアポケット）[4]
- 究極のパンストフェチエロティクス（1 tháng 10、アイデポケット）[4]
- 大乱交（11月1日、アイデアポケット）[4]
- 犯された読者モデル幼妻 -夫に見られながら犯されて-（12月1日、プレステージ）
- 一泊二日、美少女完全予約制。 14（22 tháng 12、プレステージ）

Năm 2012
- TOKYO25時 Vol.09 （20 tháng 1、プレステージ）
- パパの知らない娘たちの秘密（27 tháng 1、宇宙企画）
- 堕ちたセレブ妻（2 tháng 2、タカラ映像）
- 義母相姦 豊満ボディをもてあそばれて（3月1日、VENUS）
- 連れ込み巨乳温泉宿（25 tháng 3、美）
- 競泳水着立ちオナニー（1 tháng 4、Fetishist/妄想族）
- みんなのマドンナ!学生寮の性処理お姉さん（4月20日、ネクストグループ）
- 社員100人以上の社長秘書は「ココ」が違う（4月27日、バルタン）
- 湯けむり近親相姦 母子入浴交尾（1 tháng 5、VENUS）
- イラマチオじゃない腰振りフェラチオ ～女の子の口の中の気持ち良さは麻薬並み～（18 tháng 5、SEX AGENT）
- 悩殺手コキ業務 ビジネスウーマンの淫らなハンドワーク（18 tháng 5、SEX AGENT）
- ベロフェラ（25 tháng 5、TMA）
- 離職率0％企業の淫乱美ッ痴社長（25 tháng 5、美）
- 中出しごっくんコスプレイヤー（25 tháng 5、CMP）
- 花魁撫子でありんす 花魁2号（25 tháng 5、ONE DA FULL）
- スーツでごっくん。滲み出る悩殺フェロモンフェラ。2（15 tháng 6、SEX Agent）
- 第1回ギャルソンAV企画グランプリノミネート作品 Eカップ以上巨乳ギャルが友達と一緒に喫茶店をOPEN!!どうしよう お客が来ない…そうだHなサービスをつけよう!!（5 tháng 7、GARCON）
- ビジネスホテルでマッサージを受けたら予想外に可愛い施術師が来て勃起して手を出した俺（7月5日、アキノリ）
- レイプされたのに感じちゃうワタシ…自ら尻振る淫乱女（15 tháng 7、STAR PARADISE）
- ちんちん手マン もう入れてと懇願しヨガり狂う女たち（20 tháng 7、SEX Agent）
- 寸止めパンスト手コキがナイロン過ぎてもう堪らん。（20 tháng 7、SEX Agent）
- べろチューレロレロしながら濃厚手コキしてあげる（10 tháng 8、ケイ・エム・プロデュース）
- 恋夜【ren-ya】Premium 第十四夜（21 tháng 8、プレステージ）
- 濡れた髪を初めて見せてくれた君 ＃12（24 tháng 8、ワンダフル）
- MAD GAME 7TH（9月11日、MAD）
- 悶絶管理局尻コキ課 最強セクシー社員の淫らなケツ仕事（21 tháng 9、SEX Agent）
- 目の前に止まった車の助手席にいる、すまし顔した女の胸があまりにも大きくて…（11 tháng 10、プレステージ）
- ベロ 唾液分泌行為（19 tháng 11、LABO/妄想族）
- あなた、ごめんなさい バレないように旦那の隣でやられる人妻（25 tháng 12、サイドビー）